# Giorgio Nissim
Giorgio Nissim (Pisa, 23 marzo 1908 – 1º aprile 1976) è stato un antifascista italiano, tra il 1943 e il 1944 il principale animatore della rete clandestina DELASEM in Toscana, medaglia d'oro della Repubblica Italiana alla memoria al Valor Civile per la sua azione che solo tra le province di Pisa, Lucca e Livorno portò alla salvezza di almeno 800 ebrei correligionari.

## Biografia
Giorgio Nissim nasce il 23 marzo 1908 a Pisa da Achille Nissim e Clelia Cardoso Laines. La famiglia Nissim, pur non rigorosamente osservante, è integrata con forte senso di appartenenza nella comunità ebraica pisana. Giorgio celebra il suo bar mitzwah (in italiano maggiorità religiosa, letteralmente "figlio del precetto") nel 1921, preparato dal rabbino Giacomo Augusto Hasda'. Achille Nissim, di origine livornese, possedeva a Pisa una piccola fiorente industria di tessuti, ma la sua morte prematura nel 1926 costringe Giorgio ad abbandonare gli studi per dedicarsi agli affari di famiglia.

## L'impegno come delegato della DELASEM (1939-1943)
L'impegno pubblico di Giorgio Nissim comincia nel 1939 come delegato della DELASEM, un'associazione ebraica, con sede centrale a Genova, nata in quell'anno per l'assistenza dei molti ebrei stranieri profughi o internati in Italia. Scrive Nissim:
In questa funzione Nissim si distinse soprattutto per la sua azione a favore dell'infanzia. Nissim redasse un archivio con i dati dei bambini (fino a 18 anni) e delle bambine (fino a 21 anni) internati a Pisa. I piccoli furono quindi suddivisi in gruppi di circa dieci ed affidati ai Comitati femminili della DELASEM delle varie città italiane al fine di trovare per ciascuno un “patrono o una patronessa” che s'impegnavano ad aiutarli materialmente ed anche moralmente attraverso scambi epistolari. In quest'attività di “adozione a distanza” dei piccoli profughi, Giorgio Nissim fu coadiuvato anche dalla giovane moglie la dottoressa Myriam Plotkin, ebrea lituana, studentessa dell'ateneo pisano, che aveva sposato nel maggio del 1942.

## A capo della rete clandestina di aiuti in Toscana (1943-44)
Con l'8 settembre 1943, l'occupazione tedesca e la nascita della Repubblica sociale, comincia il periodo più buio delle persecuzioni anti-ebraiche. La DELASEM passa alla clandestinità. Raffaele Cantoni che ne era il responsabile per la Toscana, coinvolge Giorgio Nissim nelle attività del nucleo fiorentino coordinato dal giovane rabbino fiorentino Nathan Cassuto e dal sacerdote don Leto Casini. L'attività a sostegno degli ebrei italiani e stranieri prevedeva ricognizioni in varie località toscane per individuare collaboratori (in genere sacerdoti o religiosi e religiose conventuali) e rifugi sicuri. Frequenti viaggi in Liguria, a Genova, garantivano il legame con la centrale operativa della DELASEM che operava presso la curia genovese sotto la direzione di Massimo Teglio e don Francesco Repetto, segretario del vescovo di Genova Pietro Boetto, ed ora cassiere della DELASEM in Italia. I fondi ivi disponibili sono usati per procurare carte d'identità false e sostenere le spese di sostentamento dei rifugiati. Dopo l'arresto di Cantoni e del gruppo fiorentino nel novembre 1943 (al quale egli stesso scampa miracolosamente, essendo arrivato in ritardo all'appuntamento), Giorgio Nissim, messa al riparo la famiglia in un convento, pur essendo rimasto in pratica senza guida, continuò da solo l'attività. Sotto falso nome cercò nuovi punti di appoggio in provincia di Lucca: presso l'Abbazia di Farneta e in particolari con i sacerdoti Oblati di Lucca, tra i quali don Arturo Paoli divenne il punto di riferimento principale con don Guido Staderini, don Sirio Niccolai (entrato nel gruppo nel novembre 43) e don Renzo Tambellini (l'ultimo a far parte del gruppo).
Nissim faceva convergere in Lucca gli ebrei italiani e stranieri, spesso andando a raccoglierli lui stesso in località dell'Italia centro-settentrionale. Il primo soccorso ai perseguitati era offerto in città: attraverso la mediazione degli Oblati essi venivano ricoverati nei conventi cittadini e, nei momenti di maggiore affluenza, anche presso famiglie che si erano rese disponibili; coloro che avevano bisogno di cure erano indirizzate alle suore Barbantini. Nel giro di poco tempo (per non mettere a repentaglio la vita dei rifugiati e quella dei soccorritori) gli Oblati cercavano, tramite le loro conoscenze tra i parroci della Lucchesia e della Garfagnana (a quel tempo diocesi di Massa) una sistemazione più sicura.
Giorgio Nissim si preoccupava anche di fornire nuova identità ai rifugiati. Per la falsificazione e distribuzione di documenti falsi, carte annonarie e di identità – resi disponibili non solo agli ebrei ma anche ad altri italiani, non ebrei, ricercati perché partigiani o collaboratori della Resistenza - Nissim poté contare su una fitta rete di amicizie e disinteressate collaborazioni, come quella di Ferdinando Martini, padre di Maria Eletta Martini, e del ciclista Gino Bartali che nascondeva nella canna della bicicletta i fogli che poi recapitava in giro per le campagne toscane, riuscendo a eludere i controlli con la scusa degli allenamenti.
Per tutta la durata dell'occupazione tedesca, Nissim, correndo enormi rischi, riuscì ad assicurare una continuità di risorse ai propri assistiti, attraverso visite periodiche a Genova da don Francesco Repetto. Queste attività di resistenza civile furono condotte fino alla liberazione di Lucca, il 5 settembre 1944.
Dopo la Liberazione Nissim fondò con la moglie la comunità ebraica di Lucca e continuò a impegnarsi nella DELASEM in particolare nel sostegno ai rifugiati in transito per l'Italia e come prestanome per l'acquisto di navi per l'immigrazione clandestina in Palestina. A lui risultano intestate due navi, la Nettuno e la Pietro, che per parecchi mesi fecero la spola tra l'Italia e la Palestina.

## Il dopoguerra
Di carattere schivo, Nissim riprese la sua normale attività lavorativa di ragioniere e rifiutò sempre ogni riconoscimento. I primi particolari della sua importante azione emersero solo nel 2003, quando la Regione Toscana lo onorò con il Gonfalone d'argento alla memoria, ma piena luce venne solo quando nel 2005 la famiglia autorizzò la pubblicazione del diario che, a memoria degli eventi di cui era stato protagonista, Nissim aveva scritto nel 1961, all'epoca cioè del processo contro il criminale nazista Adolf Eichmann. Il diario di Giorgio Nissim (Memorie di un ebreo toscano, 1938-48, a cura di Liliana Picciotto Fargion, Carocci: Roma 2005) ha permesso di chiarire meglio il quadro delle attività della DELASEM in Toscana, la cui estensione, per motivi di sicurezza, non era del tutto conosciuta all'epoca neppure ai diretti protagonisti, diversi dei quali, come don Arturo Paoli e don Leto Casini, sono riconosciuti a Yad Vashem tra i giusti tra le nazioni per la loro opera a sostegno degli ebrei perseguitati. Il seguito alle nuove rivelazioni, il 25 aprile 2006 il Presidente della Repubblica Italiana Carlo Azeglio Ciampi conferisce a Giorgio Nissim la Medaglia d'Oro alla memoria al Valor Civile.
Il 26 gennaio 2008 il TG3 Agenda del Mondo ha trasmesso in ricordo di Giorgio Nissim un documentario: “Un eroe semplice”, di Vera Paggi, con interviste ai figli Simona, Lydia e Piero e a don Arturo Paoli e all'onorevole Maria Eletta Martini, figlia di Ferdinando Martini.
In via Santa Marta, sua abitazione a Pisa, è stata posta una targa commemorativa.